# Station Keila
Station Keila is een station in de Estische in de gemeente Keila. Bij het station takt de Spoorlijn Keila - Haapsalu af van de Spoorlijn Tallinn - Paldiski. 

## Treinen
De volgende treinen stoppen op Station Keila:
| Vervoerder | Treinsoort | Route                          | Opmerkingen                               |
| ---------- | ---------- | ------------------------------ | ----------------------------------------- |
| Elron      | Sneltrein  | Tallinn – Saue – Keila         | Stopt verder in Lilleküla, Tondi en Nõmme |
| Elron      | Stoptrein  | Tallinn – Keila – Paldiski     | Stopt op alle tussenliggende stations     |
| Elron      | Stoptrein  | Tallinn – Keila – Turba        | Stopt op alle tussenliggende stations     |
| Elron      | Stoptrein  | Tallinn – Keila – Klooga-Ranna | Stopt op alle tussenliggende stations     |
| Elron      | Stoptrein  | Tallinn – Saue – Keila         | Stopt op alle tussenliggende stations     |

Tallinn Baltisch Station · 
Lilleküla · 
Tondi · 
Järve · 
Rahumäe · 
Nõmme · 
Hiiu · 
Kivimäe · 
Pääsküla · 
Laagri · 
Urda · 
Padula · 
Saue · 
Valingu · 
Keila · 
Niitvälja · 
Klooga · 
Klooga-Aedlinn · 
Põllküla · 
Laoküla · 
Paldiski